# ジョージ・J・ミッチェル
ジョージ・ジョン・ミッチェル・ジュニア（英語: George John Mitchell, Jr.、1933年8月20日 - ） は、アメリカ合衆国の政治家、実業家、法律家。合衆国上院議員（メイン州選出、民主党、1980年 - 1995年）。上院では多数党院内総務（1989年 - 1995年）を務めた。ウォルト・ディズニー・カンパニーの取締役会会長（2004年 - 2007年）。マロン典礼カトリック教会の信徒。ミッチェル報告書の作成者で知られる。

## 経歴
メイン州ウォータービル出身。16歳で高校を卒業したのち、ボウディン大学で学び、大学卒業後は合衆国陸軍防諜部隊の中尉として西ドイツのベルリンに駐留した（1954年 - 1956年）。ジョージタウン大学ローセンターの夜間プログラムに通い、1961年に優秀な成績で卒業。合衆国司法省の法廷弁護士を務めた後にメイン州地区連邦地方裁判所の判事を半年ほど務め、1980年に合衆国上院議員に初選出された。ベイツ大学名誉法学博士。
上院議員時代は上院多数党院内総務として、1990年の障害者法成立、1993年の北米自由貿易協定批准に尽力。政治的傾向は民主党の中でも急進的なリベラル派として知られていた。
ビル・クリントン政権下で北アイルランド特使（1995年 - 2001年）を務め、北アイルランド和平プロセスでは交渉に関わる各勢力に対して守るべき6つの非武装の基本原則を示し、1998年4月10日のベルファスト合意成立に主導的な役割を果たした。この功績が称えられ、1999年3月17日に大統領自由勲章を授与された。同年に大英帝国勲章第一位ナイト・グランドクロス、APSベンジャミン・フランクリン・メダルやRSAベンジャミン・フランクリン・メダルも授与されている。
また、MLBコミッショナーのバド・セリグからの依頼を受けて、ミッチェル報告書と呼ばれるMLBでのアナボリックステロイド使用の実態調査報告書を作成し、2007年12月13日に発表した。ミッチェルはボストン・レッドソックスのフロントを務めており、レッドソックス所属選手の名前が一人も挙がっていなかったことから報告書の信憑性には疑問が残された。
バラク・オバマ政権下では中東特使（2009年 - 2011年）を務めたが、中東和平プロセスでは目立つ成果を残すことができなかった。

## 外部リンク

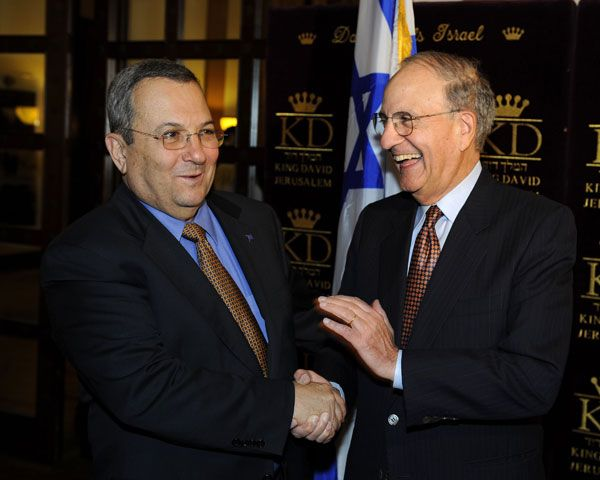
イスラエルのエフード・バラック国防相（左）と会見するミッチェル特使（2009年1月28日）